# 毗湿奴

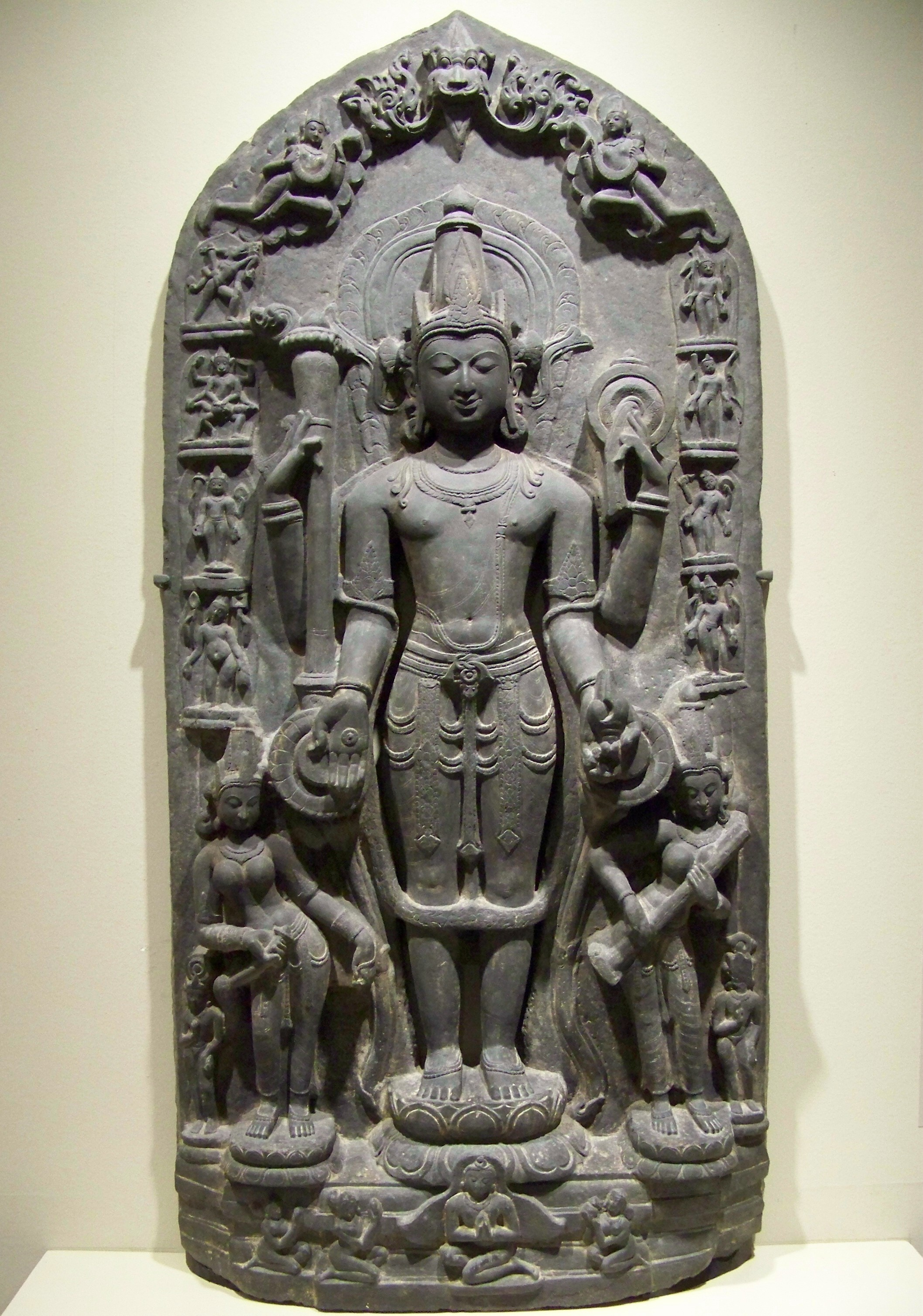
11世纪，毗湿奴与其化身雕刻

毗湿奴（羅馬化：Viṣṇu），也譯为毗紐笯、毗濕紐、維世奴，其他称号有诃利（Hari）、幻化天王，奧義書中又把那羅延（Nārāyana）、那羅僧訶（Narasimha）、婆藪天（Vāsudeva）等列作其化身，是印度教三相神之一，梵天主管「創造」、濕婆主掌「毀滅」，而毗湿奴即是「守護」之神，印度教中被視為眾生的保護之神，其性格温和，对信仰虔诚的信徒施予恩惠，且常化身成各种形象拯救危难的世界，印度人大多信仰濕婆和毗湿奴，在尼泊爾和泰国，國王被認為是毗湿奴化身。
佛教称为毗紐天，又譯作毗搜紐天、毗瑟笯天、毗瑟拏天、韋紐天、遍入天、遍勝天、遍聞天等，亦常將其等同於那羅延天。

## 背景簡介
毗濕奴最早出現在《梨俱吠陀》，其特点是三步就能夠走遍世界，象徵太陽於上午、中午、下午的人格化。在早期文献中，毗湿奴的地位不高，多被认为是因陀羅的助手。後來毗湿奴的地位逐漸上升，成為印度教的主神之一，與梵天、湿婆齊名。
毗湿奴的坐骑为迦楼罗，妻子是吉祥天女。印度教的毗湿奴派（Vaishnavism）专门供奉他，全印度有一千多座庙宇。
毗湿奴常以象征着无穷、无限的深蓝色皮肤之相貌出现，擁有四只手臂，並骑在神鸟迦楼罗或坐在莲花上。四支手臂分別拿著不同的神器：善見神輪、法螺、蓮花，以及金剛杵。另一常見的形象，則是毗濕奴横躺在千頭巨蛇「舍沙」（阿難陀龍王）身上，他從肚臍中长出来的蓮花诞生出创造之神梵天，而吉祥天女則隨侍在身邊。
有一传说，濕婆之妻達剎約尼的父親達剎，不敬重濕婆，為此達剎約尼以自焚抗議。失去妻子的湿婆，怒將達剎梟首，然后温柔地抱起妻子的尸体，跳起悲伤舞蹈，世界因他的“破坏之舞”濒临灭亡。闻讯赶来的毗湿奴为了拯救世界以及减轻湿婆的痛苦，在湿婆跳舞时，将達剎約尼尸体切割成五十塊，散落於各地，形成了印度的50处圣地（Shakti Peethas）。達剎約尼後來轉世為雪山神女，與濕婆再續前緣。
另一传说，梵天一次於眾神集會之中與濕婆辯駁，究竟誰的法力較強，濕婆憤怒，拔劍砍斷了梵天第五個頭顱（故現在梵天只有四面，俗稱四面佛）。眾神皆對濕婆如此暴戾之舉感到不滿，大罵其為「殺梵之賊」，毗濕奴出來調停事件，拋起了法螺、金剛杵、蓮花三樣法器，法螺大鳴降低了濕婆神的聽力，蓮花兩片花瓣落在濕婆神的眼睛上，遮掩其視力，濕婆神於是張開額頭的眼睛，並自眼中燃燒火燄，金剛杵随之落下直逼濕婆的第三隻眼。濕婆知道自己落敗，於是回到喜馬拉雅山隱居修行，苦練自己的額上之眼。
又另一传说，湿婆被魔王巴斯馬瑟（Bhasmāsura）的苦修感动，赐给他“触摸谁的头，谁就會化為灰燼”的能力。但巴斯馬瑟性好女色，忘恩負義地想要用这一能力加害湿婆，以佔有濕婆美艷的嬌妻雪山神女，毗湿奴化身成有著美麗的容貌、姣好的身材，與極其曼妙的舞姿美女摩西妮（梵語： Mohinī），为湿婆解危，摩西妮與魔王相約，只要魔王能與她跳出一樣的舞，就願意以身相許。色迷心竅的魔王立刻應允，也隨著摩西妮的動作碰觸自己的臉頰，隨即他被自己的能力化为了灰烬。之后湿婆让毗湿奴再一次幻化成摩西妮，以便讓湿婆看清“幻影”（māyā）。当毗湿奴答应他的请求后，湿婆因为摩西妮的美而失去理性，疯狂追逐并拥抱摩西妮。
以上毗濕奴與濕婆之間的故事，在印度教不同派系以及不同地區皆有許多變化之版本。

## 十大化身
毗湿奴作为保护者和维持者拥有许多化身，化身的种类和数量在不同的资料表现不同，其中最著名的十大化身，分别是：
- 摩蹉（鱼）：从洪水中救出人类始祖摩奴；
- 俱利摩（龟）：众神搅乳海时作为搅棒曼陀罗山的底座；
- 筏罗诃（野豬）：从海中拱起沉没的大地，杀死魔王金目；
- 那羅僧訶（人狮）：消灭魔王金床；
- 筏摩那（侏儒）：三大步跨越天地，从三界中赶走魔王跋利，只把地狱留给他；
- 持斧罗摩：三七二十一次杀光人间侵犯婆罗门利益的刹帝利；
- 罗摩：诛杀十首魔王罗波那；
- 黑天：消灭那伽之王迦梨耶、提奴迦、波罗兰钵妖怪，担任阿周那的御者；
- 佛陀：即釋迦牟尼，創立佛教，否定了婆羅門的犧牲祭祀，倡導不殺生；
- 大力罗摩：黑天的哥哥，曾和黑天一起历险；
- 迦樂季（白马）：在这个“争斗时”结束之际毁灭罪恶的世界。